# Orde van Kinabalu
De Orde van Kina Balu is een onderscheiding voor exceptionele verdiensten van het Sultanaat Sabah. Het kleinood van de Orde is een ster.
De Yang Di-Pertuan Negeri of Commissaris des Konings van Sabah heeft in 1963 de De Meest Eerbare Orde van Kinabalu, "Darjah Kinabalu Yang Amat Mulia" of "Most Honourable Order of Kinabalu" geheten, ingesteld. De orde werd naar het nationale symbool, de ook op de vlag afgebeelde berg Kinabalu genoemd.
De Commissaris des Konings, de Sabah Yang di-Pertua Negri, verdeelt de onderscheidingen op zijn verjaardag. Aan de hoogste graden is adeldom verbonden.
De orde kent de volgende graden:
- Grootcommandeur van de Meest Eerbare Orde van Kinabalu of "Seri Setia Darjah Kinabalu Yang Amat Mulia".
De onderscheiding heeft de twee getoonde linten gekend waaraan zij over de rechterschouder op de linkerheup werd gedragen.Deze graad is afgeschaft. De twee vijfkleurige linten ontlenen hun kleuren aan het wapenschild van het territorium Sabah en zijn rechts afgebeeld.

- Ridder-Grootcommandeur of Seri Panglima Darjah Kinabalu Yang Amat Mulia
Een in 1970 ingestelde onderscheiding. De onderscheiding wordt aan een breed lint over de rechterschouder op de linkerheup  gedragen.Het lint heeft zoals in Maleisië gebruikelijk een andere kleur dan de linten der lagere graden. De dragers mogen de letters PGDK achter hun naam plaatsen.

- Ridder-Commandeur of Panglima Gemilang Darjah Kinabalu Yang Amat Mulia
Een in 1970 ingestelde onderscheiding. De onderscheiding wordt aan een breed lint over de rechterschouder op de linkerheup  gedragen.De dragers mogen de letters SPDK achter hun naam plaatsen.

- Commandeur of Ahli Setia Darjah Kinabalu
Een in 1970 ingestelde onderscheiding. De onderscheiding wordt aan een lint om de hals gedragen. De dragers mogen de letters ASDK achter hun naam plaatsen.

- Lid of Ahli Darjah Kinabalu
Een in 1963 ingestelde onderscheiding. De onderscheiding wordt aan een lint om de hals gedragen. De dragers mogen de letters ADK achter hun naam plaatsen.

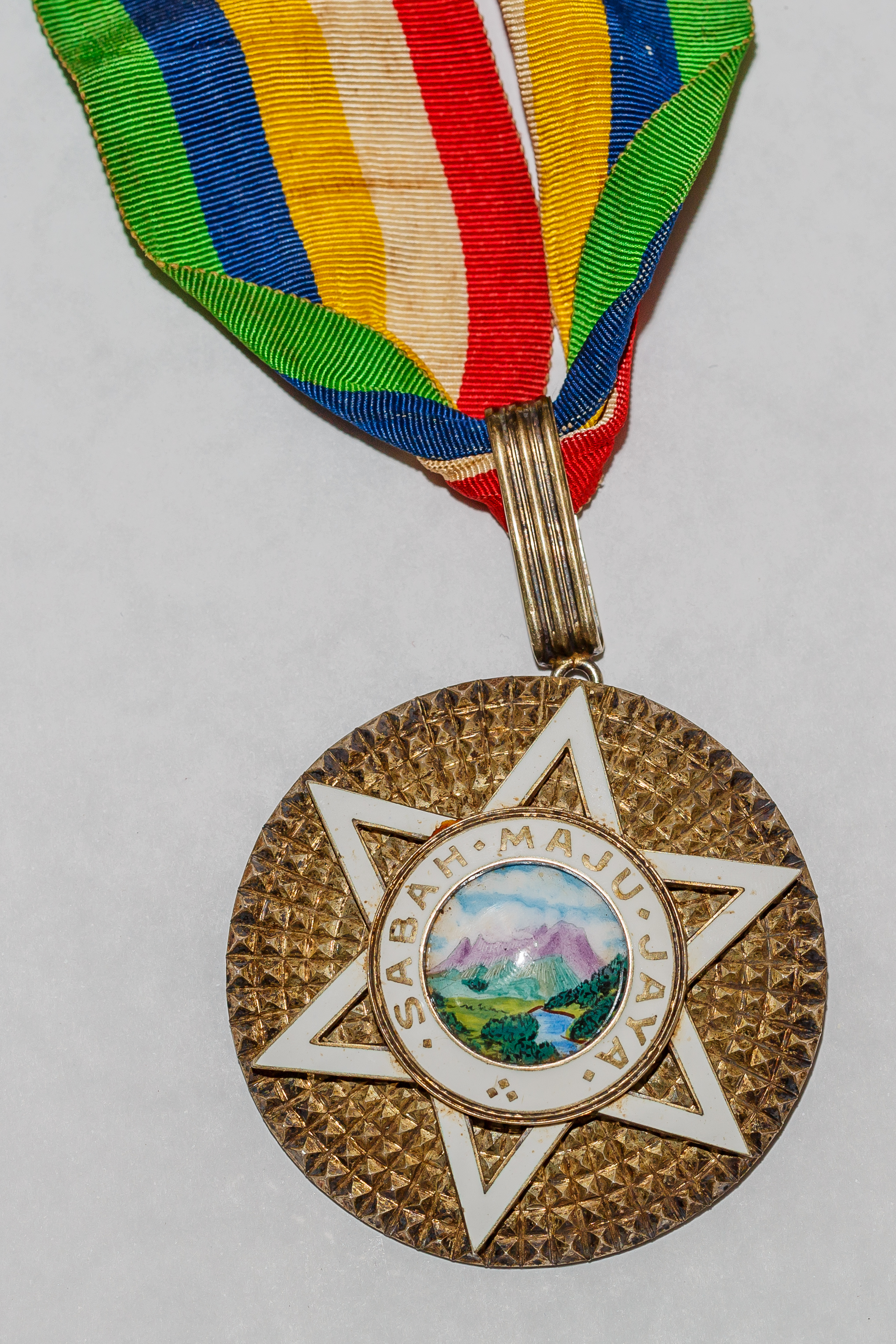
Ahli Darjah Kinabalu

De uit 1970 stammende Ster van Trouw aan Kinabalu of "Bintang Setia Kinabalu" waaraan de letters BSK zijn verbonden en de in 1965 ingestelde Ster van Kinabalu met de postnominale letters BK worden aan het lint van deze orde gedragen.
Het lint van de orde is zoals in Maleisië gebruikelijk afwijkend voor de hoogste rang.